# PFK CSKA Sofia
El PFK CSKA Sofia (en búlgar: ПФК ЦСКА София) és el club de futbol de més èxit, pel que fa a títols, i amb més seguidors de Bulgària. CSKA significa Zentralen Sporten Klub na Armijata, en búlgar: Централен спортен клуб на армията, en català Club Esportiu Central de l'Exèrcit.

## Història

### Orígens
El 28 d'octubre de 1923 els clubs Atletik Sofia (fundat el 1910 com Klub Futbol) i l'Slava Sofia (fundat el 1916) es fusionaren per formar el Oficerski Sporten Klub Aatletik Slava 1923 o AS-23, patrocinat pel Ministeri de la Guerra. El 1931, l'AS-23 guanyà la lliga i copa del tsar. El 1941 guanyà una segona copa. L'AS-23 disputava els seus partits a l'Atletik park, un estadi acabat el 1938 i que està situat al mateix lloc on avui dia està l'Estadi de l'Exèrcit Búlgar.
L'AS-23 es fusionà amb Shipka-Podeda i Spartak Orlandovtsi per formar el Chavdar Sofia, el 9 de novembre de 1944.
El Chavdar esdevingué en el club de la Casa Central de les Tropes, adoptant el nom CDV Sofia. El 5 de maig de 1948, el CDV i un club anomenat Septemvri s'uniren i crearen el Septemvri pri CDV, l'actual CSKA.

### Evolució del nom[4]
- 1948: fusió de CDV Sofia i Septemvri en Septemvri pri CDV Sofia [Septembre a la Casa Central de les Tropes]
- 1949: CDNA Sofia [Casa Central de l'Exèrcit del Poble]
- 1950: Narodna Voiska Sofia [Tropes del Poble]
- 1951: CDNV Sofia [Casa Central de les Tropes del Poble]
- 1952: CDNA Sofia [Casa Central de l'Exèrcit del Poble]
- 1953: Otbor na Sofiiskiya Garnizon [Equip de la Guarnició de Sofia]
- 1953: CDNA Sofia [Casa Central de l'Exèrcit del Poble]
- 1964: fusió amb DSO Cerveno Zname Sofia en CSKA Cerveno Zname Sofia [Club Esportiu Central de l'Exèrcit Bandera Vermella]
- 1968: fusió amb FD Septemvri CDV Sofia en CSKA Septemvrijsko Zname Sofia [Club Esportiu Central de l'Exèrcit Bandera de Setembre]
- 1985: FK Sredets Sofia, adoptat per decisió governamental arran els incidents en un partit de la Copa enfront del Levski Sofia (qui també fou reanomenat)
- 1987: CFKA Sredets Sofia
- 1989: CFKA Sofia [Club de Futbol Central de l'Exèrcit]
- 1990: FK CSKA Sofia [Club Esportiu Central de l'Exèrcit]

## Palmarès
- Lliga búlgara de futbol (31): 1948, 1951, 1952, 1954, 1955, 1956, 1957, 1958, 1959, 1960, 1961, 1962, 1966, 1969, 1971, 1972, 1973, 1975, 1976, 1980, 1981,1982, 1983, 1987, 1989, 1990, 1992, 1997, 2003, 2005, 2008
- Copa búlgara de futbol (9): 1981, 1983, 1987, 1988, 1989, 1993, 1997, 1999, 2006, 2011, 2016
- Copa de l'Exèrcit Soviètic (13): 1951, 1954, 1955, 1961, 1965, 1969, 1972, 1973, 1974, 1985, 1986, 1989, 1990
- Supercopa búlgara de futbol (2): 1989, 2006

## Futbolistes destacats
| 1950s - Ivan Kolev - Gueorgui Naidenov - Dimitar Milanov - Manol Manolov 1960s - Nikola Tzanev - Petr Jèkov - Hristo Marinchev - Stefan Bozhkov - Kiril Rakarov - Boris Gaganelov - Dimitar Yakimov 1970s - Stoyan Yordanov - Asparuh Nikodimov - Bozhil Kolev - Dimitar Marashliev - Gueorgui Denev - Dimitr Pènev - Tzonyo Vasilev | 1980s - Gueorgui Velinov - Gueorgui Slavkov - Iliya Valov - Hristo Stoítxkov - Emil Kostadinov - Gueorgui Dimitrov - Liuboslav Pènev - Radoslav Zdravkov - Stoycho Mladenov - Spas Dzhevizov - Krasimir Bezinski - Plamen Markov 1990s - Bernardo Redin - Ivailo Andònov - Trifon Ivanov - Yordan Letchkov - Anatoli Nankov - Martin Petrov - Stilian Petrov - Milen Petkov - Metodi Deiànov | 2000s - Dimitr Berbàtov - Ibrahima Gueye - Benoit Cauet - Vladimir Manchev - Emil Gargorov - Tiago Silva - Hristo Yanev - Valentin Iliev - Velizar Dimitrov - Florentin Petre - Ivailo Petrov - Aleksandar Tunchev |

## Entrenadors
| - 1950–1964 Krum Milev - 1964–1965 Grigoriy Pinaychev - 1965–1969 Stoyan Ormandzhiev - 1969–1975 Manol Manolov - 1975–1977 Sergi Yotsov - 1977–1979 Nikola Kovachev - 1979–1982 Asparuh Nikodimov - 1982–1983 Stefan Bozhkov, Boris Stankov - 1983–1984 Apostol Chachevski, Manol Manolov - 1984–1985 Manol Manolov - 1985–1986 Sergi Yotsov - 1986–1990 Dimitr Pènev - 1990–1992 Asparuh Nikodimov - 1992–1993 Tsvetan Yonchev - 1993–1994 Gjoko Hadžievski | - 1994–1995 Bozhil Kolev, Spas Dzhevizov - 1995–1996 Plamen Markov, Gueorgui Vasilev - 1996–1997 Gueorgui Vasilev - 1997–1998 Gueorgui Vasilev, Petar Zehtinski - 1998–2000 Dimitr Pènev - 2000–2000 Spas Dzhevizov, Aleksandar Stankov - 2000–2001 Enrico Catuzzi - 2001–2001 Asparuh Nikodimov - 2001–2002 Luigi Simoni - 2002–2004 Stoycho Mladenov - 2004–2005 Ferario Spasov - 2005–2006 Miodrag Ješić - 2006–2007 Plamen Markov - 2007–avui Stoycho Mladenov |